# Municipalità distrettuale di West Coast
La municipalità distrettuale di West Coast (in inglese West Coast District Municipality) è un distretto della provincia del Capo Occidentale  e il suo codice di distretto è DC01.
La sede amministrativa e legislativa è la città di Moorreesburg e il suo territorio si estende su una superficie di 31 101 km² ed in base al censimento del 2001 la sua popolazione è di 282.673 abitanti.

## Geografia fisica

### Confini
La municipalità distrettuale di West Coast confina a nord e a est con quella di Namakwa (Provincia del Capo Settentrionale), a est e a sud con quella di Cape Winelands, a sud con il municipio metropolitano di Città del Capo e a ovest con l'Oceano atlantico.

### Suddivisione amministrativa
Il distretto è suddiviso in 5 municipalità locali:
- Matzikama
- Cederberg
- Swartland
- Saldanha Bay
- Bergrivier